# Muscodor vitigenus
Muscodor vitigenus är en svampart som beskrevs av Daisy, Strobel, Ezra & W.M. Hess 2002. Muscodor vitigenus ingår i släktet Muscodor och familjen kolkärnsvampar.   Inga underarter finns listade i Catalogue of Life.